# Moïse II d'Eghivard
Moïse II d'Eghivard ou Movsès II Ełivardec‘i (en arménien Մովսես Բ Եղիվարդեցի ; mort en 604) est un catholicos de l'Église apostolique arménienne de 576 à 604.

## Biographie
Movsès est originaire d'Eghvard, dans le canton d'Aragatsotn de la province historique arménienne d'Ayrarat. Après la mort de Hovhannès II Gabeghian en 576, il devient catholicos d'Arménie.
Depuis 571, l'Arménie est disputée entre l'Empire byzantin et la Perse sassanide ; en 591, l'empereur Maurice s'entend avec l'héritier sassanide Khosro II : moyennant l'appui byzantin pour la reconquête de son trône alors usurpé par le général Vahram Tchoben, les deux monarques projettent de diviser l'Arménie en une zone d'occupation byzantine et une zone d'occupation perse, délimitées par la Hrazdan et l'Azat. Après le succès de cette alliance, Maurice ordonne que les canons du concile de Chalcédoine soient prêchés en Arménie byzantine et invite Movsès et les évêques arméniens à un synode arméno-grec à Constantinople ; anti-chalcédonien, Movsès, dont le siège est en zone perse, à Dvin, lui aurait répondu, en référence aux différends relatifs aux rites arménien et grec :

« Je ne passerai pas l'Azat pour aller manger du pain cuit au four et boire de l'eau chaude. »

— Anonyme, Narratio de rebus Armeniae, ca. 700.
En représailles, Maurice nomme un anti-catholicos pro-chalcédonien, Hovhannès de Bagaran, siégeant à Avan, causant ainsi un schisme au sein de l'Église arménienne qui dure jusqu'à la mort de ce dernier en 611, et dont une conséquence non négligeable est la reconnaissance par le métropolite de Siounie de la juridiction du catholicossat d'Albanie du Caucase.
Movsès meurt en 604, mais le synode réuni pour élire son successeur est divisé : pendant trois ans, la fonction est assurée par un locum tenens, Vertanès le Grammairien ; ce n'est qu'en 607 qu'un successeur est élu, en la personne du candidat du marzban Smbat IV Bagratouni, Abraham Ier d'Aghbathank.

## Réalisations
Movsès serait le commanditaire de la basilique de sa ville d'origine, Eghvard. C'est par ailleurs sous son catholicossat, en 584, que débute le calendrier arménien.